# اتحاد بوتسوانا لكرة القدم
تأسس اتحاد بوتسوانا لكرة القدم في عام 1970 وانضم إلى الإتحاد الدولي لكرة القدم في 1978 وإنضم إلى الاتحاد الأفريقي لكرة القدم في 1976.